# Сонет
Сонет је песничка композиција италијанског порекла која се састоји од 14 дванаестераца, распоређених у два катрена и два терцета. Катрени морају имати исту риму, а у терцетима је комбинација рима слободнија и зависи од укуса песника, с јединим условом да имају барем једну заједничку риму. Класичан распоред риме се обично приказује шемом АББА — АББА — ЦДЦ — ДЦД (или ЦДЕ — ЦДЕ). Понекад, у класичном сонету, квартети могу бити замењени сервантесијима АБАБ — АБАБ; а још ређи је случај комбинација АББА — АБАБ или АБАБ — АББА.
Реч сонето потиче од провансалске речи sonet и италијанске речи sonetto које значе „мала песма“. До 13. века, означавала је песму од 14 стихова која је следила стриктну шему и логичну структуру, међутим, временом су конвенције еволуирале и постале лабавије. Први се теоријски списи о сонету као песничком облику јављају 1332. године, односно стотинак година након настанка сонета. Аутор тог првог теоријског списа (Summa artis rithmici vulgaris dictaminis), који представља својеврсни захтев за класификацијом типова сонета, јесте Антонио да Темпо.

## Настанак сонета
Први су се сонети појавили око 1230. године на Сицилији, међу песницима сицилијанске школе окупљенима око двора Фридрих II Smatra se da su, barem delomično, bili inspirirani nekim народним sicilijanskim oblikom. Tvorcem soneta kao posebnog pesničkog oblika smatra se Ђакопо Лентини, бележник (правник) у Фридриковој служби. У прво се доба сонет често сматрао строфом и као такав се појављивао у спевовима. Тек се поступно удомаћује као лирски облик. Пронађено је, такође, да су први сонети били обележени алтернирајућом римом октета, али је врло брзо обгрљена рима постала класични модел те се почела осећати као боља структура сонетне форме. Терцине су пак биле повезане следећом шемом рима: ЦДЕ/ЕДЦ, ЦДЕ/ЦЕД. Сонети су били писани у једанаестерцу (итал. endecasillabo). 
Новонастали се песнички облик врло брзо ширио и убрзо освојио целу Италију. Савршеним су га учинили песници италијанског слатког новог стила (итал. dolce stil nuovo), а као најбоља се остварења презентирају сонети Кавалкантија (1250-1300), Дантеа (1265-1321) и Петрарке (1304-1374). У делима је Кавалкантија и Дантеа сонет песнички живио готово стотину година пре Петрарке, али тек је Петраркина поезија дала најзнаменитији стилски печат тој строго смишљеној песничкој форми. Томе узрок нису били само бројни петраркисти у Италији, већ и чињеница да је појава сонета у другим европским књижевностима нераздвојна од утицаја Петрарке и петраркизма. Тако у 15. веку Петраркин љубавни сонет кроз дела Луис де Гонгоре улази и у шпанску књижевност. У Француској, у коју доспева у 16. веку, сонет је, с обзиром на претходни утицај провансалске љубавне лирике на Италијане, лако био прихваћен у свом петраркистичком виду, на пример у поезији Пјера де Ронсара. 
У све друге европске књижевности сонет је продро с непосредним или посредним петраркистичким утицајем. Наравно, једном устоличена у домаћој традицији, сонетна је форма била све мање под притиском оног печата који јој је дао њен први велики представник. Упркос томе, сонет и даље чува своја првобитна стилска обележја. И тако се до краја 16. века сонет проширио целом Европом. Продро је чак и у књижевности Азије. Тада следи застој, или презасићеност сонетом. Већи се интерес јавља поновно у раздобљу романтизма. Тако сонет опстаје до данас.

### Пример
Voi ch’ascoltate in rime sparse il suono
di quei sospiri ond’io nudriva ’l core
in sul mio primo giovenile errore
quand’era in parte altr’uom da quel ch’i’ sono,
del vario stile in ch’io piango et ragiono
fra le vane speranze e ’l van dolore,
ove sia chi per prova intenda amore,
spero trovar pietà, nonché perdono.
Ma ben veggio or sì come al popol tutto
favola fui gran tempo, onde sovente
di me medesmo meco mi vergogno;
et del mio vaneggiar vergogna è ’l frutto,
e ’l pentersi, e ’l conoscer chiaramente
che quanto piace al mondo è breve sogno.
(Франческо Петрарка, Сонет I, распоред риме АББА — АББА — ЦДЕ — ЦДЕ)

## Структура сонета
Осим спољне форме, сонет има и своју унутрашњу форму. Књижевни теоретичари су дуго расправљали о томе изискује ли таква форма сама по себи унутрашњи смисао и распоред, односно колико је спољна форма зависна од унутрашње, као и у којој мери сонетна структура строфе и сонетно римовање сугеришу одређен распоред грађе и њену синтактичку рашчлањеност. Владимир Назор у својим објашњењима говори о „души и садржају” сонета. Он спомиње „не само спољно него и унутрашње сазвучје рима”. Било је и опречних мишљења, али је велики број теоретичара ипак прихватио мишљење Владимира Назора, уз понека одступања. Општи је став да прави сонет мора имати тачно одређен спољни и унутрашњи ред; да сонетна структура укључује неку полазну тачку или увод, те развој, кулминацију и расплет. Постоје и тврдње да сонет мора имати унутрашњу драмску или дијалектичку организацију:
- а) тезу - први катрен,
- б) антитезу - други катрен,
- ц) синтезу - две терцине

Двочлана структура сонета подразумева да је између катрена и терцина успостављен однос очекивања и остварења, напетости и опуштања, претпоставке или закључка. Ако се дијалектичка структура сонета визуелно показује у распореду строфа, онда се то акустички јасно показује кроз распоред рима. Други опет тврде да у сонету морају бити паузе (тачка на крају сваке строфе); да се ниједна значајнија реч не сме два пута употребити; да посљедњи стих мора бити кључ за целу песму; да последња терцина мора садржавати смисаону бит сонета, а остале су строфе само припрема; да закључни стихови морају изненадити читаоца итд. Ту су, насупрот овима, и нека мање ригорозна мишљења по којима унутрашњи ред мора постојати, али он је слободан и разнолик, а не строго одређен. Неки пак мисле да смисаони след није уопште важан за овај облик.
Спољни облик није сам по себи сврха. Он утиче на композицијску организацију која, без обзира је ли строго одређена или не, мора имати свој след, развој, повезаност, згуснутост, тежину и заокруженост. И без обзира на различита гледишта песника сонетиста, правим се сонетима сматрају само они који одишу истинском песничком и стваралачком снагом. Дакле, мисли се увек на она остварења која посједују тај унутрашњи ред.
Италијански су сонети најчешће били писани у једанаестерцу (итал. endecasillabo), јер је то био италијански национални стих, а ако се јављао неки краћи стих, попут осмерца или шестерца, тада је било речи о мањем сонету (итал. sonetto minore). У Француској је пак национални стих био александринац, па је и сонет био, махом, писан тим стихом. У Енглеској ту је функцију имао петостопни јамб, у Немачкој дванаестерац, у Пољској тринаестерац, те у хрватској књижевности претежно десетерац. Једино су Шпанци и Португалци, преузевши у 16. веку сонет, створили и своју верзију једанаестерца (што је било лако с обзиром на чињеницу да су њихови језици сродни италијанском), а до тада су се користили осмерцем. Аналогно стиховима у сонету који су се мењали од једне до друге националне књижевности, мењала се и рима.
- Италија

Алтернирајућа структура октета и два распореда сестета

ABAB/ABAB/CDC/DCD

ABAB/ABAB/CDE/CDE

Обгрљена рима октета и два распореда сестета

ABBA/ABBA/CDC/DCD

ABBA/ABBA/CDE/CDE

- Француска

Обгрљена рима октета и два распореда сестета

ABBA/ABBA/CCD/EED

ABBA/ABBA/CCD/EDE

- Енглеска

Три катрена с алтернирајућом римом и један пар рима

ABAB/CDCD/EFEF/GG
Старији песници преводили су талијански endecasillabo својим популарним дванаестерцем (премда је у репертоару постојао и једанаестерац), а први преводиоци Дантеа у 19. веку преносили су endecasillabo десетерцем. Можда је разлог томе чињеница да у 17. веку, раздобљу великих промена у версификацији, између осталих промена, замиру стихови где је први чланак непарно сложан а други парно сложан (5+6 односно једанаестерац). Десетерац се, у првотном облику или преображен, тј. с очитом правилношћу нагласка, трохаичношћу, дуго сматра репертоарски равноправним неким популарним страним стиховима, тако хексаметру, али посебно endecasillabu, јампском пентаметру, петостопном јамбу.

## Романски језици

### Сицилијански сонет
Ђакомо да Лентини, заслужан је за изум сонета на двору Фридриха II у сицилијанском граду Палерму. Сицилијанска школа песника која је окруживала Лентинија потом је проширила ову форму на копнени део земље. Међутим, ти најранији сонети више не опстају на оригиналном сицилијанском језику, већ тек након што су преведени на тоскански дијалект. Форма се састојала од пара катрена праћених паром терцета са симетричном шемом риме АБАБАБАБ ЦДЦДЦД, где се смисао преноси у новом правцу након паузе на средини.
Питер Дронке је прокоментарисао да је постојало нешто својствено његовој флексибилној форми што је допринело опстанку сонета далеко изван региона његовог порекла. Вилијам Бер the Howard Nemerov Sonnet Award, сугерише да је првих осам редова најранијих сицилијанских сонета идентично строфи сицилијанске народне песме од осам редова познатој као Страмбото. Овоме је да Лентини (или ко год други ко је изумео форму) додао два терцета Страмботу да би створио нову форму сонета од 14 редова.
Насупрот томе, Хасанали Лада је тврдио да се структура и садржај сицилијанског сонета ослањају на арапску поезију и да се не могу објаснити као „изум” Сицилијанске школе песника. Лада примећује да „у својим сицилијанским почецима, сонет показује књижевни и епистемолошки контакт са касидом“, и наглашава да се сонет није појавио истовремено са својом наводно дефинисаном структуром од 14 редова. „Приметно је да, покушаји да се сонет одвоји од његових арапских претходника зависе од дефиниције нове лирике са којом Ђакомова поезија није у складу: преживевши у ревизији из тринаестог века, његове песме се појављују не у четрнаест, већ у шест стихова, укључујући четири реда, сваки са по два хемистиха и по два 'терцета' у линији која се протеже преко два реда." По Ладином мишљењу, сонет се појављује као наставак шире традиције љубавне поезије широм медитеранског света и односи се на такве друге облике као сицилијански страмбото, провансалски кансо, андалузијски арапскa mувашаха и сехел, као и касида.

### Италијански сонет
Творцем првога сонета држи се првак сицилијанске песничке школе Ђакопо Лентини; атрибуирана су му 22 сонета. И други италијански књижевници, укључујући Данте Алигијерија и Гвида Кавалканта писали су сонете, али најпопуларнији рани писац сонета био је Франческо Петрарка, чији Канцонијер, уз 29 канцона, 9 сестина, 7 балада и 4 мадригала, садржи 317 сонета. Италијански се сонет по њему назива још и Петраркин сонет.
Италијански сонет састоји се од два дела. Први део чине две катрене, у којима се обично износи проблем, а други су део два терцета, у којима се обично доноси решење. Катрени су повезани једнаким римама, и то алтернирајућом римом (ABAB ABAB) или обгрљеном римом (ABBA ABBA), док су терцине повезане различитим системима римовања, у две или три риме: ЦДЦ ДЦД или ЦДЕ ЦДЕ или ЦЦД ЕЕД или ЦДЦ ЕДЕ или ЦДЦ ДЕЕ и др. Битно је да се рима из катрена не преноси у терцете, али терцети морају бити међусобно повезани римама. Типичан пример таквог сонета сонет XXXIV из Ујевићеве збирке Колајна, у којој су катрене повезане римом АБАБ АБАБ; а терцети римом ЦДЦ ДЕЕ:
Дубина света муњом твојих руку (A)

открива благо живим блеском крета; (Б)

змија је тајна у свилноме струку, (А)

твоје су очи бисер од пō света. (Б)

Знадеш ли биљег огња, знаш ли муку, (А)

упропашћена царице сонета, (Б)

кад лудим батом слепōчице туку, (А)

а срце пламса искром сунцокрета? (Б)

Прстен је вечан у тим витицама, (Ц)

музика пуна у том прсту гипком, (Д)

а док те драгам нежним китицама (Ц)

ти мене ломиш алемом и шипком; (Д)

па кад год луњам ноћи свога ума (Е)

нада мном блиста сумпор драгих глума. (Е)

## Енглески сонет
У енглеску књижевност сонете уводи Томас Вајат почетком 16. века. Његови сонети и сонети његових савременика углавном су били преводи Петраркиних и Ронсардових сонета. Хенри Хауард одредио је ритам и структуру поделе на три катрена и један двостих, који су данас познати као енглески сонет. Најпознатији писац енглеских сонета је Вилијам Шекспир који је написао 154 сонета, те се по њему енглески или елизабетански назива још и Шекспиров сонет.
Енглески се сонет састоји од три катрена повезаних унутар себе римом (АБАБ ЦДЦД ЕФЕФ) и једног двостиха повезаног сљубљеном римом (ГГ), у којем се износи поанта или долази до наглог обрата.
Почетна слова сонета читана одозго према доље могу казивати неку поруку или име особе којој је посвећен. Пример сонета с акростихом и типичном римом и ритмом за енглески сонет јесте сонет Јосипа Видовића посвећеног Магдалени Томић, у којему почетна слова стихова читана одозго према доле казују Волим Магдалену.
Велику радост поглед на њу даје (А)

Очи су њене бисери што сјаје (А)

Лице је њено огледало склада (Б)

И осмех има који св’етом влада. (Б)

Мисли су моје, њоме омеђене (Ц)

Моје су снаге, пред њом побеђене (Ц)

Аморов додир, њена нежна рука (Д)

Глас њен је чиста хармонија звука. (Д)

Доброту неку поглед јој открива (Е)

А опет исти загонетку скрива (Е)

Лабиринт снова, разума и пути (Ф)

Екстаза зв’езда, у њему се слути. (Ф)

Наћи ћеш име и наћи ћеш жену, (Г)

У акростиху нађи тајну њену. (Г)